# Elie ed Earlsferry
Elie ed Earlsferry è una città del Fife, Scozia, situata nel East Neuk sulla costa settentrionale di Firth of Forth, a circa 13 km da Leven e a 19 km a sud di St. Andrews.

## Storia
La città comprende i due villaggi di Elie e di Earlsferry, unitisi formalmente nel 1930 in un'unica entità amministrativa, anche se hanno mantenuta una certa identità e individualità storico-tradizionale.
Tra i due insediamenti, Earlsferry ha la storia più lunga, essendo divenuto Royal Burgh sotto il regno di Robert II nel 1373, nel porto fu istituito un traghetto per l'attraversamento di North Berwick, tale servizio continuò per 500 anni a servizio dei pellegrini verso St. Andrews. Si dice che il conte del Fife, MacDuff, attraversò qui nel 1054, mentre fuggiva dal re Macbeth.

Earlsferry ha cessato di operare come porto a seguito di una violenta tempesta nel 1766, nello stesso tempo il porto di Elie, il quale era meglio protetto dalle intemperie provenienti da est, era già diventato il più importante dei due.
Il porto di Elie fu ampliato nel 1850 e costruita una strada lungo il promontorio che conduce ad esso dal villaggio. La fortuna di Elie aumentò ulteriormente nel 1863 con l'arrivo della ferrovia. I visitatori che giungevano via treno si aggiungevano a quelli che arrivavano a bordo dei piroscafi regolari da North Berwick e Leith, e improvvisamente Elie e Earlsferry divennero mete desiderabili per escursionisti dell'epoca vittoriana.

La nuova città, che viene comunemente indicata come Elie, costituisce, attualmente, una destinazione turistica rilevante, frequentata dalle famiglie dalla vicina Edimburgo che ne apprezzano l'aria tonificante ed è inoltre un importante centro per la nautica da diporto e per la pratica del golf.

## Curiosità
Il film L'ospite d'inverno The winter guest di Alan Rickman fu girato (oltre che a Pittenweem) anche ad Elie.

Il famoso Floral clock in Princess Street a Edimburgo in origine (1903)  fu costruito utilizzando il meccanismo recuperato dalla chiesa di Elie Elie Parish Church.

## Galleria d'immagini

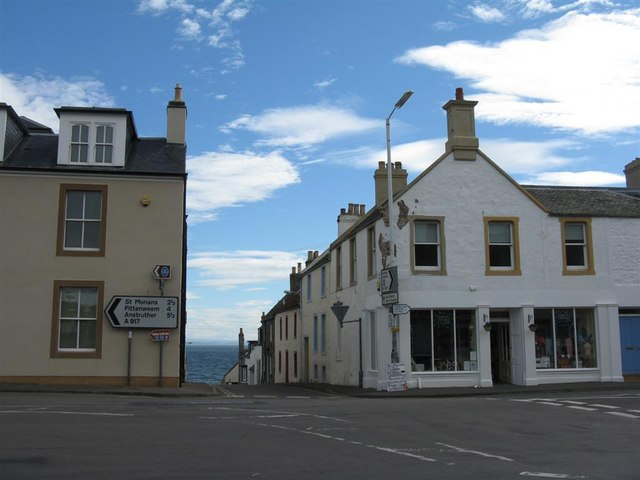
Elie
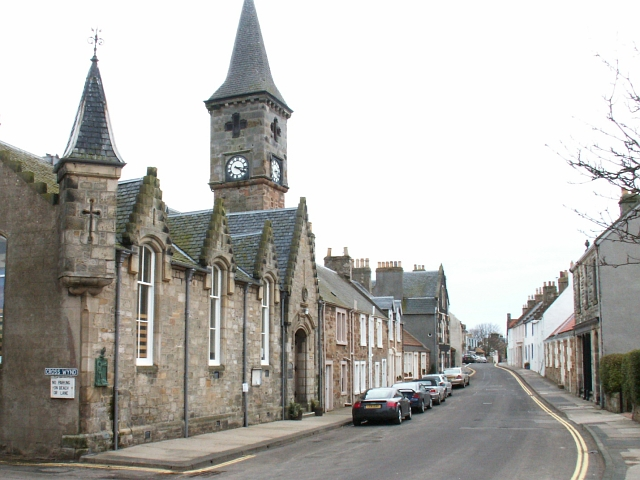
Earlsferry
Rocks off Earlsferry
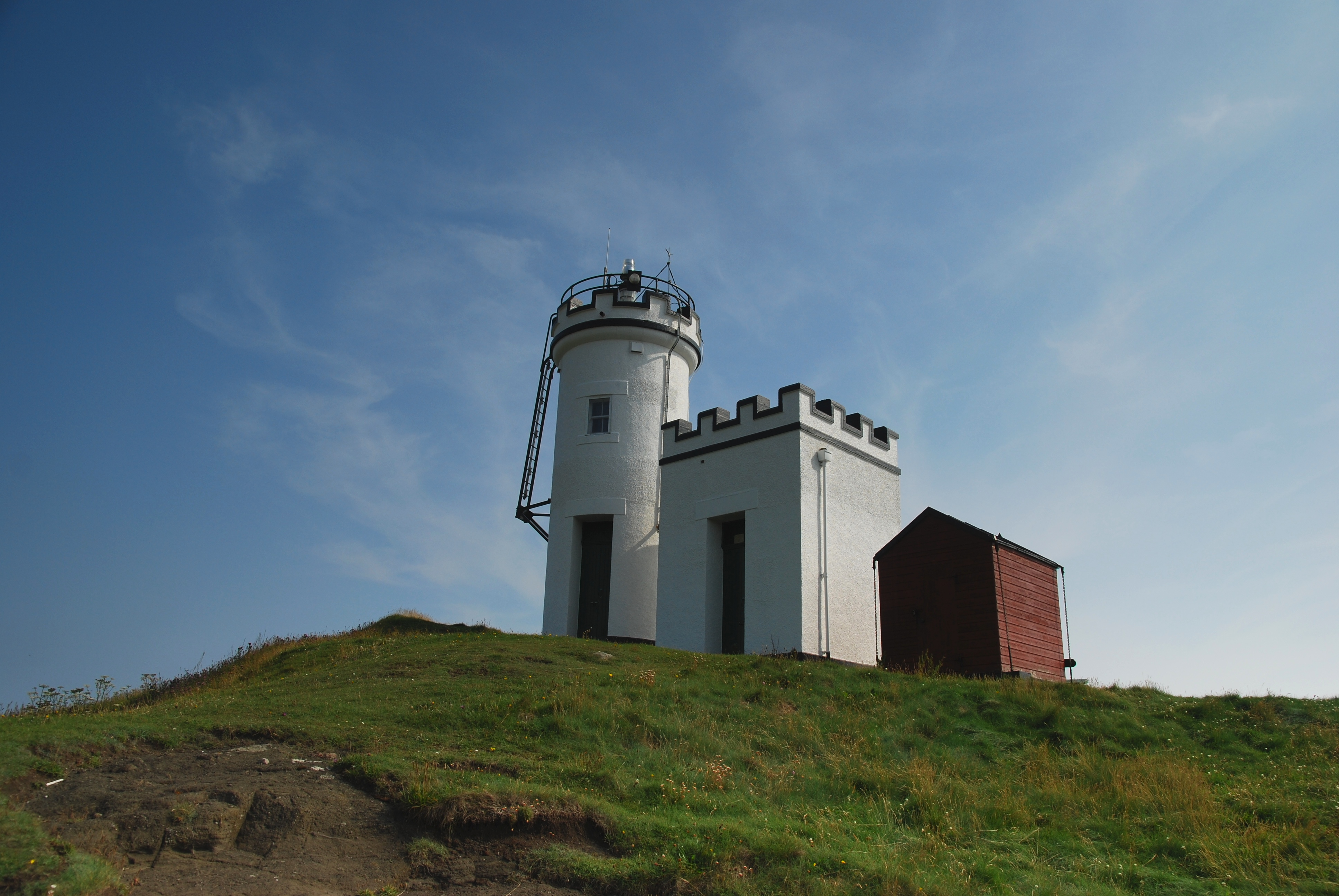
Faro a Elie
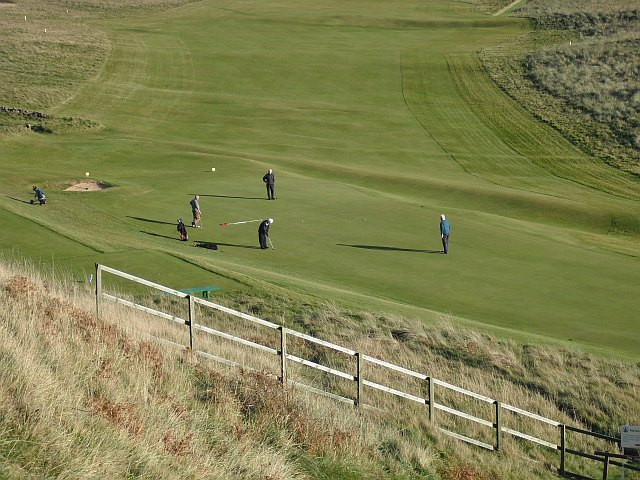
Campo da golf